# Miriam Louisa Rothschild
Miriam Louisa Rothschild (5 août 1908 à Ashton Wold, Northamptonshire - 20 janvier 2005) est une biologiste, entomologiste, botaniste et écrivain britannique.

## Biographie
Miriam Louisa Rothschild est la fille de Charles Rothschild (1877-1923), entomologiste spécialiste des puces et de Rózsika Edle von Wertheimstein, une sportive hongroise. Son frère est Victor Rothschild, troisième Baron Rothschild, sa sœur est Kathleen Annie Pannonica Rothschild, baronne  Nica de Koenigswarter, passionnée de jazz bebop, mécène de Thelonious Monk et Charlie Parker.
Influencée par son père et son oncle, Lionel Walter Rothschild (1868-1937), naturaliste et grand collectionneur, elle entame à quatre ans une collection de coccinelles et de chenilles. Elle a l’habitude de dormir avec une caille.
La Première Guerre mondiale éclate la veille du sixième anniversaire de Miriam, alors que la famille Rothschild se trouvait en Autriche-Hongrie. Ils partent par le premier train en direction de l'ouest mais, incapables de payer, doivent emprunter de l'argent à un passager hongrois qui commentait ainsi l’événement : « ceci est le moment le plus fier de ma vie. Je n'avais jamais pensé que je devrais être invité à prêter de l'argent à un Rothschild ! ».
Son père meurt alors qu’elle n’a que 15 ans, elle devient plus proche encore de son oncle, Lionel Walter. Elle ne reçoit aucun enseignement conventionnel avant l'âge de 17 ans, lorsqu’elle exige d'aller à l'école, mais n'obtient aucun diplôme. Bonne sportive, elle a joué à un niveau international au squash et au cricket.
Durant les années 1930, elle travaille bénévolement à la Station de biologie marine de Plymouth où elle étudie les mollusques du genre Nucula et ses parasites trématodes. Grâce à sa fortune personnelle, elle n’eut jamais besoin de bourse ou d’autres financements. Ceci ajouté à son manque de formation formelle en fit une éternelle amatrice.
Avant la Seconde Guerre mondiale, elle encourage vivement le gouvernement britannique à accepter les juifs allemands fuyant le régime nazi. Durant la guerre, elle travaille à Bletchley Park au service de déchiffrement. Miriam Rothschild se marie en 1943 avec le capitaine George Lane, dont elle divorcera en 1957. Deux fils et quatre filles naîtront de cette union.
Miriam Rothschild est une autorité mondiale sur les puces. Elle est la première à étudier le mécanisme du saut chez ces animaux. Elle étudie également leur cycle reproductif qui, chez les lapins, est relié aux variations hormonales de leur hôte. Elle fait paraître environ 350 publications en entomologie, en zoologie et sur des sujets variés.
Elle fait partie de l’école de génétique d’Oxford durant les années 1960, elle y rencontre E. B. Ford (1901-1988). Elle est l’une des rares femmes supportées par ce généticien. Elle participe à la campagne de Ford pour la légalisation de l’homosexualité.
Miriam Rothschild s’implique également dans la protection de l’environnement en Grande-Bretagne, notamment de la flore et des papillons. Elle est la conseillère pour les plantations du Prince Charles à Highgrove House.
Elle est l’auteur de livres sur son père (Rothschild's Reserves – time and fragile nature) et sur son oncle (Dear Lord Rothschild). Elle est élue membre de la Royal Society en 1985 et est faite Lady en 2000. Elle reçoit des titres honoraires de docteur de huit universités dont Oxford et Cambridge. Elle occupe la chaire de conférence Romanes en 1984-1985 où elle évoque les rapports entre l’homme et l’animal.
Miriam Rothschild avait la réputation d’être une excentrique. Elle était devenue végétarienne, ne consommait pas d’alcool, n’utilisait pas de maquillage, ne portait pas de chaussures comportant du cuir. Née dans une famille juive et protectrice des juifs lors de la guerre, elle était cependant athée.

## Liste partielle des publications
- 1936 : Gigantism and variation in Peringia ulvae Pennant 1777, caused by infection with larval trematodes, J. Mar. Biol. ASsn UK, 20 : 537-46
- 1938 : Further observations on the effect of trematode parasites on Peringia ulvae (Pennant) 1777. Novavit Zool. 41 : 84-102
- 1938 : Observations on the growth and trematode infections of Peringia ulvae (Penntant) 1777 in a pool in the Tamar saltings, Plymouth. Parasitology 33 : 406-415.